# Авл Паконий Сабин
Авл Пако́ний Саби́н (лат. Aulus Paconius Sabinus; умер после 58 года) — древнеримский политический деятель из плебейского рода Пакониев, консул-суффект 58 года.

## Биография
Авл принадлежал к неименитому плебейскому роду. О его гражданско-политической деятельности известно только лишь то, что с июля по декабрь 58 года он занимал должность консула-суффекта совместно с Авлом Петронием Лурконом.